# Antofagasta plc
Antofagasta plc ist ein chilenischer Bergbaukonzern mit Sitz in Großbritannien. Das Unternehmen fördert überwiegend Kupfer, daneben aber auch Molybdän und Gold. Es ist an der London Stock Exchange börsennotiert und im FTSE 100 Index gelistet.

## Unternehmensgeschichte

Historisches Logo

Der Konzern begann 1888 als Eisenbahnunternehmen Antofagasta (Chili) and Bolivia Railway Company (heute Ferrocarril de Antofagasta a Bolivia, abgekürzt FCAB). Das Unternehmen, von britischen Investoren gegründet, baute eine Eisenbahnverbindung, von der sie heute noch Eigentümer ist, zum Transport des Kupfererzes zwischen der pazifischen Küstenstadt Antofagasta und dem bolivianischen Regierungssitz La Paz.
1980 erwarb die Familie Luksic das Unternehmen und diversifizierte das Unternehmen, indem es unter anderem den Schritt in den Bergbau vollzog. Zu den Bergwerken gehören in Chile Los Pelambres, El Tesoro und Michilla.
In einem Joint Venture hat es die Bergbaurechte in einem 60.000 Quadratkilometer großen Gebiet in Peru.
Mit ihrem Aktienanteil von 65 % (Stand Mitte 2013) lenkt die chilenische Milliardärsfamilie Luksic auch heute noch die Geschicke des Unternehmens.

## Produktion
2016 produzierte Antofagasta 709.400 Tonnen Kupfer, 270.900 Unzen Gold und 7.100 Tonnen Molybdän.